# حصن ياجو
حصن ياجو هي بلدية تقع في مقاطعة شلمنقة في قشتالة وليون في إسبانيا.بلغ عدد سكان البلدية 198 نسمة في عام 2016 حسب بيانات من المعهد الوطني للإحصاء. المنطقة البلدية هي موطن لموقع Siega Verde للفنون من العصر الحجري القديم ، المدرج في قائمة اليونسكو للتراث العالمي في عام 2010.